# Iuri Lomadze
Iuri Lomadze (gruz. იური ლომაძე ;ur. 5 grudnia 1996) – gruziński zapaśnik walczący w stylu klasycznym. Zajął dziewiąte miejsce na mistrzostwach świata w 2019 i 2023 roku. 
Srebrny medalista mistrzostw Europy w 2020 i brązowy w 2024 roku.
Zdobył brązowy medal w mistrzostwach Europy w 2018, ale został zdyskwalifikowany za stosowanie dopingu. 